# Afjī
Afjī (persiska: اَفچی, افجی, Afchī) är en ort i Iran.   Den ligger i provinsen Ardabil, i den nordvästra delen av landet, 500 km nordväst om huvudstaden Teheran. Afjī ligger 177 meter över havet och antalet invånare är 233.
Terrängen runt Afjī är huvudsakligen platt, men åt sydväst är den kuperad. Runt Afjī är det ganska tätbefolkat, med 93 invånare per kvadratkilometer. Närmaste större samhälle är Āq Qabāq, 11,1 km öster om Afjī. Trakten runt Afjī består till största delen av jordbruksmark.